# 玉成孔菌属
玉成孔菌属（学名：Yuchengia）为多孔菌科的一个属。

## 下属物种
本属包括以下物种：
- 纳瑞米卡玉成孔菌 Yuchengia narymica (Pilát) B.K.Cui, C.L.Zhao & K.T.Steffen